# Enric de Baviera
Enric de Baviera fou comte de Verdun i les Ardennes de vers 943/944 a la seva mort, posterior al 954, probablement vers 959/960.
El comtat de Verdun va passar a la mort de Ricuí (923) a un fill del primer matrimoni: Otó de Lotaríngia. Cunegunda de França, vídua de Wigeric de Bidgau (que governava el territori de les Ardennes i altres de la zona) es va casar amb Ricuí, però Otó no era fill seu. Al comtat de Bidgau (després conegut com de les Ardennes) Wigeric va morir vers el 921 i el van succeir els seus fills:
- Frederic I (+ 978) com a comte d'un part amb centre a Bar (després fou duc de l'Alta Lorena)
- Gilbert o Gislebert († 964), comte a les Ardennes fins vers 944
- Goteló de Bidgau († 942/943), comte al Bidgau i Methingau

Vers 943 o 944 apareix com a comte tant a les Ardennes, Bidgau, Methingau i Verdun (però no pas a Bar), un personatge de nom Enric, que totes les fonts fan fill del duc Arnulf I de Baviera, que probablement fou comte per nomenament reial. Va morir després del 954 (segurament vers el 960) sense descendència i els comtats de Verdun, les Ardennes i Bidagu van passar a Godofreu I el Vell (més conegut com el Captiu), fill de Goteló de Bidgau. El 963 un suposat germà de Frederic, Gislebert o Goteló, de nom Sigifred (+ 988), apareix com a comte al Moselgau (després Luxemburg, del nom del castell que en fou el centre), probablement per un acord amb el seu nebot Godofreu.